# Ilha Flinders
A Ilha Flinders é uma ilha localizada no estreito de Bass, a cerca de 20 km do extremo nordeste da Tasmânia, Austrália. As suas coordenadas são 40° 00′ 00″ S, 148° 07′ 00″ L. É a maior ilha do Grupo Furneaux e tem cerca de 897 habitantes (censo de 2005).
Administrativamente integra o estado da Tasmânia e o município de Flinders. Tem aproximadamente 75 km de extensão entre os extremos norte e sul, e 40 km de este a oeste, e 1334 km² de área. Com uma altitude de 750 m, o monte Strzelecki é o ponto mais alto da ilha. 

## Ligações externas

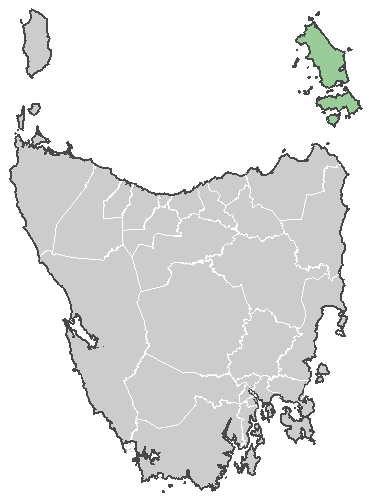
Localização da ilha Flinders a nordeste da Tasmânia.